# 臺灣湯淺電池
臺灣湯淺電池股份有限公司是由台灣電池製造商亞洲電池股份有限公司與日本電池製造商湯淺電池株式會社技術合作，於1966年共同出資正式成立。主要產品包括汽車、機車、工業用的電池，近年也投入鋰鐵電池領域。

## 发展
- 2001年8月- 廣州工廠開工
- 1988年12月- 宜蘭工廠開工
- 1975年3月- 取得經濟部中央標準局汽、機車用正字標記
- 1971年1月- 增設台中分公司及高雄分公司
- 1966年10月- 與日本湯淺電池株式會社共同投資正式成立臺灣湯淺電池股份有限公司
- 1964年3月- 亞洲電池股份有限公司設立與日本湯淺電池株式會社技術合作

## 荣誉
- 2015年 - 中華民國優良商人（金商獎），張怡然（總經理）[1]
- 2012年 - 中華民國優良商人（金商獎），盧宏恩（董事長）[2]

## 批评
- 臺灣湯淺電池多次因员工超时加班違反勞基法被通报和罚款。2017年6月[3]、2018年6月[4]各被罚款30万元。2021年4月，5年內第6次出现勞工超時工作，被罚64萬元[5]。

## 營運據點
- 台北新莊廠
- 宜蘭龍德廠
- 臺中分公司
- 高雄分公司

## 外部連結
- 臺灣湯淺電池 （页面存档备份，存于）